# Юд-Алеф (стадіон)
Стадіон Юд-Алеф (івр. אצטדיון הי"א, Etztadion HaYudAlef, літ. Стадіон 11) — футбольний стадіон в Ашдоді, Ізраїль, який був побудований для місцевих футбольних клубів «Маккабі» (Ашдод), «Бейтар» (Ашдод) (обидва об'єдналися в 1981 році в «Маккабі Іроні Ашдод») і «Хапоель Ашдод» (об'єднався з «Іроні Ашдод» в 1999 році в ФК «Ашдод»).

## Історія
Після свого обрання в 1961 році голова ради Роберт Хайм погодився на прохання футбольних уболівальників міста створити футбольне поле для проведення ігор. Тому кратер між вулицями Рішонім і Гістадрут був обраний природним місцем для будівництва поля. Це пов'язано зі схилом Куркар, який створює природну основу для будівництва майбутніх трибун стадіону. У сезоні 1961/1962 команди Хапоель і Маккабі Ашдод почали проводити свої ігри в Центральній лізі C. А в січні 1962 року, готуючись до першого дербі[1], навколо нового трав'яного покриття було споруджено паркан. У перші роки ділянка отримала прізвисько «Перехідне поле» через його близькість до «перетину Ашдод-Ям».
Будівництво оточуючої стіни почалося в 1966 році.  На більш пізньому етапі була додана велика західна трибуна, будівництво якої було завершено в 1971 році.
Стадіон отримав назву «Юд-Алеф» у 1973 році на честь одинадцяти ізраїльських спортсменів, вбитих під час Мюнхенської різанини (Юд-Алеф використовується в івритських цифрах для позначення числа 11). Церемонія присвоєння назви відбулася 17 липня 1973 року, коли на стадіоні проходив фінал Маккабійських ігор 1973 року.
Стадіон розташований на вулиці Гістадрут, 6, у центрі одного з найстаріших районів району А Ашдода.
Стадіон має чотири трибуни, що не є естетично привабливим. Стадіон також вважається одним з небагатьох у світі, де домашні вболівальники мають менше місць, ніж приїжджі. Загалом у третьому та четвертому секторах (призначених для приїжджих уболівальників) є 4 000 місць. Перший та другий сектори разом вміщують лише 3420, що ставить місцеву команду у невигідне становище, коли до міста приїжджає великий клуб.
У недавній статті в Yedioth Ahronoth було виявлено, що стадіон не був побудований належним чином і не є безпечним. Єдиними частинами, які були визнані безпечними, були роздягальні та душові. У січні 2015 року керівництво стадіону відкрило нову оновлену VIP-трибуну.
29 серпня 2006 року огорожі, що оточували поле, були зняті для кращого огляду для відвідувачів стадіону.
На початку сезону 2016/2017 стадіон було відремонтовано та розширено газон після того, як це не було схвалено дирекцією футбольних ліг.
Влітку 2017 року муніципалітет Ашдода оголосив про придбання табло, яке протягом кількох років використовувалося стадіоном «Блумфілд», на додаток до будівництва сучасних роздягалень на півдні стадіону[.
Починаючи з сезону 2021/2022, на стадіоні також грає «Хапоель Адумім Ашдод», який вийшов у Лігу Леуміт.
У майбутньому очікується урочисте відкриття нового стадіону Ашдод на півночі міста, а 11-й стадіон планується знести.